# Douze Doigts Productions
Douze Doigts Productions est une société française de production audiovisuelle et production cinématographique fondée en 2010 par Jean-Pascal Zadi et Camille Moulonguet. Elle s’est fait connaître par la production de films et de séries portés notamment par Jean-Pascal Zadi.

## Productions notables
La société produit plusieurs œuvres remarquées, dont :
- Le Grand Déplacement (2025), comédie afrofuturiste réalisée par Jean-Pascal Zadi, coproduite avec Gaumont et France 2 Cinéma[1],[2].
- Prosper (2025), film réalisé par Yohann Gloaguen.
- En place (2023-2024), série créée par Jean-Pascal Zadi et diffusée sur Netflix[3].
- Yo Mama (2023), comédie coproduite avec Gaumont[4].
- Sans pudeur ni morale (2011), film  réalisé par Jean-Pascal Zadi.

- African Gangster (2010), film  réalisé par Jean-Pascal Zadi.
- Des halls aux bacs (2006), film documentaire réalisé par Jean-Pascal Zadi.

## Distinctions et impact
La société se distingue par sa capacité à porter des projets originaux, souvent ancrés dans la société contemporaine française et mettant en avant la diversité.